# Лафаєтт Тауншип (Нью-Джерсі)
Лафаєтт Тауншип (англ. Lafayette Township) — селище (англ. township) в США, в окрузі Сассекс штату Нью-Джерсі. Населення — 2358 осіб (2020).

## Демографія
Згідно з переписом 2010 року, у селищі мешкало 2538 осіб у 875 домогосподарствах у складі 721 родини. Було 919 помешкань
Расовий склад населення:
| - 95,4 % — білих - 1,6 % — чорних або афроамериканців - 0,7 % — азіатів |

До двох чи більше рас належало 1,6 %. Частка іспаномовних становила 5,1 % від усіх жителів.
За віковим діапазоном населення розподілялося таким чином: 23,4 % — особи молодші 18 років, 63,8 % — особи у віці 18—64 років, 12,8 % — особи у віці 65 років та старші. Медіана віку мешканця становила 43,7 року. На 100 осіб жіночої статі у селищі припадало 95,4 чоловіків;  на 100 жінок у віці від 18 років та старших — 97,5 чоловіків також старших 18 років.
Середній дохід на одне домашнє господарство  становив 127 016 доларів США (медіана — 94 712), а середній дохід на одну сім'ю — 138 736 доларів (медіана — 99 138). Медіана доходів становила 65 197 доларів для чоловіків та 53 942 долари для жінок. За межею бідності перебувало 5,2 % осіб, у тому числі 5,9 % дітей у віці до 18 років та 2,4 % осіб у віці 65 років та старших.
Цивільне працевлаштоване населення становило 1225 осіб. Основні галузі зайнятості: освіта, охорона здоров'я та соціальна допомога — 22,0 %, науковці, спеціалісти, менеджери — 13,2 %, роздрібна торгівля — 12,8 %.